# 枫坪镇
枫坪镇，是中华人民共和国湖南省娄底市涟源市下辖的一个乡镇级行政单位。

## 行政区划
枫坪镇下辖以下地区：
枫星社区、杨梓村、牛角冲村、荷将村、四良村、明星村、观山村、青树村、肖家园村、龙狮村、分水坳村、白石村、柏树村、黄潭村、花桥村、枫树村、三角村、洪水岭村、坦坪村、球树村、张家垅村、白水垅村、回垅坳村、枫坪村和金家村。